# Kaori Yamaguchi (Schauspielerin)
Kaori Yamaguchi (jap. 山口かおり, Yamaguchi Kaori; * 22. August 1974 in der Präfektur Aichi) ist eine japanische Schauspielerin.

## Leben
Yamaguchi wurde am 22. August 1974 in der Präfektur Aichi geboren. Seit den 1990er Jahren konnte sie sich als Fernseh- und Filmschauspielerin in Japan etablieren. Von 2004 bis 2005 stellte sie die Rolle der Haruka Kurihara in 49 Episoden der Fernsehserie Kamen raidâ Bureido und in dem Film Kamen Rider Blade: Missing Ace von 2004 dar. Eine gewisse Bekanntheit im deutschsprachigen Raum brachte ihr die Rolle der Tokiko im Erotikfilm White Lily von 2016 ein, in dem sie eine Künstlerin verkörpert, die ihre homosexuellen Fantasien an ihrer Schülerin auslebt.

## Filmografie (Auswahl)
- 1999: The Woman of S.R.I. (Kasôken no onna/科捜研の女) (Fernsehserie, Episode 1x02)
- 2002: The Queen of Lunchtime Cuisine (Ranchi no joô/ランチの女王) (Mini-Serie, 6 Episoden)
- 2002: Egao no housoku (Fernsehserie)
- 2003: Anata no tonari ni dare ka iru (Fernsehserie, 10 Episoden)
- 2003–2004: Ooku (Mini-Serie, 11 Episoden)
- 2004: Honto ni atta kowai hanashi (Fernsehserie, Episode 1x07)
- 2004: Shôbu shitagi (Fernsehserie)
- 2004: Kamen Rider Blade: Missing Ace (Gekijôban kamen raidâ Bureido: Misshingu êsu/劇場版 仮面ライダー剣 MISSING ACE)
- 2004–2005: Kamen raidâ Bureido (仮面ライダー剣) (Fernsehserie, 49 Episoden)
- 2006: Oh-Oku: The Women of the Inner Palace (Ôoku/大奥)
- 2007–2008: Aibô (相棒) (Fernsehserie, 2 Episoden)
- 2009: Mei-chan's Butler (Mei chan no shitsuji/メイちゃんの執事) (Fernsehserie, 3 Episoden)
- 2012: Sûpu: Umarekawari no monogatari
- 2012: Onsen Waka Okami no Satsujin Suiri 24 (Fernsehfilm)
- 2014: Gokuaku Gambo (Mini-Serie, Episode 1x05)
- 2014: Tamagawa Kuyakusho of the Dead (Mini-Serie, Episode 1x02)
- 2016: Tokyo MPD – From ZERO to HERO (Keishichô sôsa Ikkachô/警視庁捜査一課長) (Fernsehserie, Episode 1x01)
- 2016: White Lily (Howaito rirî/ホワイトリリー)
- 2017: Deadstock: Michi e no chôsen (Mini-Serie, Episode 1x05)
- 2017: Keiji Shichinin (Fernsehserie, Episode 3x08)
- 2018: The Woman of S.R.I. (Kasôken no onna/科捜研の女) (Fernsehserie, Episode 17x14)
- 2018: Gibo to Musume no Blues (義母と娘のブルース) (Mini-Serie, 4 Episoden)
- 2020: Special Investigation Nine (Mini-Serie, Episode 3x03)
- 2020: Detective Rintaro Yuri (Fernsehserie, Episode 1x02)
- seit 2020: The Curry Songs (Karê no uta/カレーの唄。) (Fernsehserie)
- seit 2021: That Lyric: Sakuragi An, I Tried Haiku for the First Time (An no ririkku – An Sakuragi, haiku hajimemashita -/あんのリリック -桜木杏、俳句はじめてみました-) (Mini-Serie, 2 Episoden)